# Aulacospermum vesiculosoalatum
Aulacospermum vesiculosoalatum là một loài thực vật có hoa trong họ Hoa tán. Loài này được (Rech.f.) Klyuikov, Pimenov & V.N.Tikhom. mô tả khoa học đầu tiên năm 1976.